# Neanthes japonica
Neanthes japonica är en ringmaskart som först beskrevs av Izuka 1908.  Neanthes japonica ingår i släktet Neanthes och familjen Nereididae. Utöver nominatformen finns också underarten N. j. rabatensis.